# Пізнак Федір Іванович
Федір Іванович Пізнак (1913, село Мшанець, Королівство Галичини та Володимирії, Австро-Угорщина — 8 січня 1972, місто Тернопіль) — радянський і компартійний діяч, депутат Верховної Ради СРСР 2—4-го скликань. Кандидат у члени ЦК КПУ в 1952—1960 роках.

## Біографія
Народився в родині селянина-бідняка в селі Мшанець, тепер Старосамбірський район Львівської області. Здобув початкову освіту.
У п'ятнадцятирічному віці розпочав трудову діяльність на лісопильному заводу. У революційну боротьбу включився у 1928 році.
У 1932 році заарештований польською владою за організацію селянського страйку і до 1935 року перебував у в'язниці міста Сянік (за іншими даними — у концентраційному таборі Береза Картузька).  
У 1936—1937 роках — секретар підпільного ЦК (комітету) Комуністичної спілки молоді Західної України у Львові.
Був членом Комуністичної партії Західної України (КПЗУ).
З приходом окупаційних радянських військ у вересні 1939 року очолив Тимчасове управління рідного села Мшанець Стрілківського району (рос. председатель Временного управления с. Мшанец Львовского воеводства). 
У 1940—1941 роках — завідувач відділу кадрів 3-го нафтопромислу (с. Чорна Нижньо-Устрицького району Дрогобицької області). 
У 1941 році — заступник голови виконавчого комітету Нижньо-Устрицької районної ради депутатів трудящих Дрогобицької області. 
З червня 1941 року евакуювався в тил, працював на заводах Уралу.
У 1945—1947 роках — голова виконавчого комітету Нижньо-Устрицької районної ради депутатів трудящих Дрогобицької області (за іншими даними — з 1946 по 1947).
Член ВКП(б) з 1946 року.
У 1947—1950 роках — слухач Вищої партійної школи при ЦК КП(б)У.
У 1950—1951 роках — 1-й секретар Нижньо-Устрицького районного комітету КП(б)У Дрогобицької області.
У жовтні 1951 — травні 1958 року — голова виконавчого комітету Тернопільської обласної ради депутатів трудящих.
27 вересня 1952 — 16 лютого 1960 — кандидат в члени ЦК КП(б) — КП України (1952-XVII,  1954-XVIII, 1956-XIX). 
Депутат Верховної Ради СРСР 2-го (10.02.1946, палата Ради Союзу), 3-го (12.03.1950, палата Ради Союзу) та 4-го (14.03.1954 —16.03.1958, палата Ради Національностей) скликань.
У 1958—1964 роках — начальник Тернопільського обласного управління місцевої і паливної промисловості. 
У 1964—1972 роках — керуючий (директор) Тернопільського обласного тресту промисловості товарів культурно-побутового призначення і господарського вжитку.
Помер 8 січня 1972 року в Тернополі.

## Нагороди
- Орден Леніна
- Орден Жовтневої Революції.
- Медалі
- Почесна грамота Президії Верховної Ради Української РСР (6.11.1964)